# Niels Ebbesen (Schiff)
Die Niels Ebbesen (F 339) war eine Fregatte und eine Schulschiff der der Königlich Dänischen Marine. 

## Geschichte
Die Fregatte Niels Ebbesen (F339) wurde am 13. Januar 1944 von der Royal Navy als HMS Annan (K404) in Dienst gestellt. Am 13. Juni 1944 übernahm die Royal Canadian Navy das bei Hall, Russell & Company gebaute Schiff und setzte es weiter in verschiedenen Escort Groups ein. Am 16. Oktober 1944 beschädigte die Fregatte mit Schwesterschiffen das Unterseeboot U-1006, das auftauchen musste. Im Überwassergefecht versenkte die Fregatte südöstlich der Färöer auf 60° 59′ N, 4° 49′ W. Sechs Mann starben auf dem U-Boot, 44 Überlebende wurde von der kanadischen Fregatte Oultremount an Bord genommen.
Im April 1945 verlegte die Fregatte erstmals nach Kanada. Wegen des erwarteten Kriegsende verlegte die Fregatte aber wieder zurück nach Großbritannien und wurde am 20. Juni 1945 von der Royal Navy zurückgenommen.
Die Fregatte wurde dann mit dem Schwesterschiff Monnow an die Dänische Marine abgegeben, die sie in Niels Ebbesen umbenannte und am 22. November 1945 in Großbritannien übernahm. 
1946 machte die Niels Ebbesen noch eine Reise nach Madeira, zu den Azoren und zum damals französischen Algier. Im Juli 1949 begleitete sie den König bei einem Besuch der Färöer. 1950 besuchte die Schulfregatte die Azoren, 1952 Madeira, 1954 Bermuda und die USA. Beim Rückmarsch begleitete und betreute die Fregatte zehn von verschiedenen Marinen angekaufte Minensucher. 1960 eskortierte die Niels Ebbesen das Motorschiff Ohio mit dänischen Kunstgegenständen für eine Ausstellung in die USA. Das inzwischen einzige Schiff der Klasse im Dienst der dänischen Marine brachte am 8. Mai 1961 einen britischen Trawler auf. Am 8. Mai 1963 wurde die Schulfregatte dann außer Dienst gestellt und am 20. Dezember des Jahres zum Abbruch an eine dänische Firma auf Fünen verkauft.

## Das Schiff
Das Schiff lief als Annan der River-Klasse der Royal Navy vom Stapel.

## Namensgeber
Niels Ebbesen war ein von den Deutschen verbotenes Schauspiel des Dichter-Pastors Kaj Munk, der im Januar 1944 von den Nazis ermordet wurde.